# Чорбовка
Чорбовка (укр. Чорбівка) — село в Кобелякском районе Полтавской области Украины. Является административным центром Чорбовского сельского совета, в который, кроме того, входят сёла Белоконовка, Комаровка и Червоное.
Код КОАТУУ — 5321887501. Население по переписи 2001 года составляло 535 человек.

## Географическое положение
Село Чорбовка находится на левом берегу реки Кустолово, которая через 3 км впадает в реку Ворскла, выше по течению на расстоянии в 2 км расположено село Белоконовка, на противоположном берегу — село Кустоловы Кущи.
К селу примыкают лесные массивы.

## История
Вблизи села Чорбовка имеются археологические памятники — раннеславянские поселения черняховской культуры II—VI вв. н.э.
Село возникло в XVIII веке. Со второй половины XVIII века, после того как Екатерина II подарила эти земли генерал-майору М. Ф. Чорба, начало употребляться новое название села. По другим данным, село было основано в 1776 году генералом Н. Ф. Чорбою .
В начале XIX века село принадлежало предводителю дворянства Кобеляцкого уезда М. Ф. Чорба, который до 1812 открыл в селе завод скаковых арабских лошадей. В 1800 году в селе была построена Свято-Духовская церковь, при которой существовали библиотека и церковная школа.
По переписи 1859 года в Чорбовке Кобеляцкого уезда имелось 89 дворов и 451 жителей. В это же время усадьбой в селе владел государственный и общественный деятель Ахеллес Забаринский. В усадьбе у него, кроме земельного надела, сохранялся конный завод, имелись кожная фабрика и мельница. Кроме того, в селе имелись кирпичный завод, винокурня и белильня .
В 1861 году в селе была построена Николаевская церковь, при которой открылись земская школа и школа грамоты.
В 1900 году в селе имелось 105 дворов и 860 жителей, а в 1910 году — 118 дворов и 660 жителей. В 1905 году в Чорбовке произошли крестьянские беспорядки.
Советская власть в селе была провозглашена в январе 1918 года. В 1925 году — организовано товарищество по совместной обработке земли «Новое общество», в 1929—31 годах — артели «Совместная жизнь» и «13-летия Красной Армии». В 1926 году в Чорбовке Кременчугского округа имелось 160 дворов и 740 жителей. В 1932—37 годах Чорбовка входила в состав Кобеляцкого района Харьковской области. Во время голода 1933 года в селе умерло 125 человек.
17 сентября 1941 года село было занято немецкими войсками. В период оккупации гитлеровцы вывезли на принудительные работы в Германию 107 человек. Освобождено село войсками Красной армии 25 сентября 1943 года. На фронтах Великой Отечественной войны погибло 78 сельчан.
После войны в селе располагалась центральная усадьба колхоза им. И. В. Мичурина, занимавшегося зерноводством, свекловодством и животноводством. В селе были открыты дом быта, отделения связи и Сбербанка, неполная средняя школа, фельдшерско-акушерский пункт, аптека, Дом культуры на 600 мест, библиотека.
В 1958 году в селе был сооружен мемориальный комплекс, посвященный погибшим фронтовикам-односельчанам. В Чорбовке имеется братская могила советских воинов (7 человек), погибших при освобождение села в 1943 году.

## Экономика
- Сельскохозяйственное предприятие им. Мичурина.

## Объекты социальной сферы
- Школа I-II ст.